# Deutsche Wasserballnationalmannschaft
Die deutsche Wasserballnationalmannschaft der Männer repräsentiert den Deutschen Schwimm-Verband (DSV) in der Sportart Wasserball. Die größten Erfolge waren der Gewinn der Goldmedaille bei den Olympischen Spielen 1928 in Amsterdam sowie die Europameistertitel 1981 in Split und 1989 in Bonn. Der Olympiasieg in Amsterdam war zugleich der erste Titelgewinn eines deutschen Teams in einer olympischen Ball- und Mannschaftssportart überhaupt.
1981 wurde die Mannschaft nach dem Gewinn des EM-Titels zur Mannschaft des Jahres in Deutschland gewählt.
Erfolgreichster Spieler ist mit 12 Medaillen bei den 13 internationalen Championaten zwischen 1926 und 1939 (Olympische Spiele, Europameisterschaft und Sechs-Nationen-Turnier der LEN) Fritz Gunst von den Wasserfreunden 98 Hannover.

## Männer-Kader bei der EM 2024
Quelle:
| Nr. | Name                 | Verein                   |
| --- | -------------------- | ------------------------ |
|     | Philipp Dolff        | ASC Duisburg             |
|     | Lukas Küppers        | ASC Duisburg             |
|     | Sascha Seifert       | ASC Duisburg             |
|     | Aleks Sekulic        | ASC Duisburg             |
|     | Felix Benke          | Waspo 98 Hannover        |
|     | Mark Gansen          | Waspo 98 Hannover        |
|     | Niclas Schipper      | Waspo 98 Hannover        |
|     | Yannek Chiru         | Wasserfreunde Spandau 04 |
|     | Mark Dyck            | Wasserfreunde Spandau 04 |
|     | Denis Strelezkij     | Wasserfreunde Spandau 04 |
|     | Zoran Bozic          | SV Ludwigsburg           |
|     | Max Vernet Schweizer | SV Ludwigsburg           |
|     | Ferdinand Korbel     | OSC Potsdam              |
|     | Finn Taubert         | OSC Potsdam              |
|     | Fynn Schütze         | CN Sabadell (Spanien)    |

- Bundestrainer: Milos Sekulic

## Erfolge
Olympische Spiele
- Goldmedaille: 1928
- Silbermedaille: 1932 und 1936
- Bronzemedaille: 1984
- Vierter 1972 und 1988, Fünfter 2004

Weltmeisterschaften
- Bronzemedaille: 1982

FINA Weltcup
- Gewinner 1985

Europameisterschaften
- Goldmedaille: 1981,  1989
- Silbermedaille: 1931, 1934, 1938
- Bronzemedaille: 1926, 1985, 1995

## Bundestrainer
- Nicolae Firoiu (1976–1988, 1993–1997)[2][3]
- Hagen Stamm (2000–2012, 2016–2021)
- Nebojsa Novoselac (2012–2014)
- Patrick Weissinger (2015–2016)
- Petar Porobic (2021/22)
- Milos Sekulic (seit 2023)

## Spieler in der ISHOF
Bislang wurden zwei deutsche Wasserballspieler in die International Swimming Hall of Fame (ISHOF) aufgenommen:
- Fritz Gunst (1908–1992) im Jahr 1990
- Erich Rademacher (1901–1979) im Jahr 1972 als Schwimmer und Wasserballspieler